# Mycotrupes pedester
Mycotrupes pedester är en skalbaggsart som beskrevs av Olson och Theodore Huntington Hubbell 1954. Mycotrupes pedester ingår i släktet Mycotrupes och familjen tordyvlar. Inga underarter finns listade i Catalogue of Life.